# جودیت اوون
جودیت اوون (زاده ۲ ژانویه ۱۹۶۹) خواننده و ترانه‌سرا ولزی است. اولین آلبوم او در آمریکای شمالی، احساسات روی یک کارت پستال، در سال ۱۹۹۶ منتشر شد و چندین آلبوم دیگر نیز منتشر شد. او به همراه همسرش هری شیرر یکی از بنیانگذاران Twanky Records است.
اوون دختر خواننده اپرای ولزی هندل اوون است و اصالتاً اهل لیانلی است.